# Andrés Pacheco
Andrés Pacheco (La Puebla de Montalbán, 5 aprile 1550 – Madrid, 7 aprile 1626) è stato un patriarca cattolico spagnolo.

## Biografia
Figlio di Alonso Téllez Pacheco Girón, signore di La Puebla de Montalbán, e di sua moglie, Juana de Cárdenas dei conti di Puebla del Maestre, compì gli studi presso l'Università di Alcalá de Henares, conseguendo il dottorato in teologia nel 1579.
Entrò nello stato ecclesiastico e fu canonico del capitolo della basilica magistrale di Alcalá e abate di San Vicente. Fu cancelliere dell'Università di Alcalá e maestro dell'arciduca Alberto d'Austria.
Fu candidato alla sede vescovile di Pamplona da Filippo II, ma nel 1587 fu eletto vescovo di Segovia: fu consacrato nella chiesa conventuale di Nuestra Señora de los Ángeles a Madrid e celebrò un sinodo nel 1596. Trasferito alla sede vescovile di Cuenca nel 1601, vi celebrò un sinodo nel 1602.
Nel 1622 fu nominato inquisitore generale di Spagna da papa Gregorio XV e rinunciò anche alla diocesi di Cuenca. Nel 1625 fu eletto patriarca titolare delle Indie occidentali e nominato consigliere di Stato da Filippo IV.
Morì a Madrid nel 1626 e fu sepolto nel convento del Santo Ángel de la Guarda a Cuenca.

## Genealogia episcopale e successione apostolica
La genealogia episcopale è:
- Cardinale Tolomeo Gallio
- Vescovo Cesare Speciano
- Patriarca Andrés Pacheco

La successione apostolica è:
- Vescovo Sancho Dávila y Toledo (1591)
- Vescovo Cristóbal de Lobera y Torres (1616)
- Vescovo Francisco López de Mendoza (1622)
- Cardinale Agostino Spinola (1623)
- Vescovo Juan Molina Alvarez (1623)
- Vescovo Miguel Ayala (1625)
- Vescovo Baltasar Borja (1626)